# Túpolev ANT-30
El Túpolev ANT-30 fue un proyecto de los años 30 del siglo XX de un avión de tipo "crucero" de reconocimiento/ataque, realizado por la Oficina de Diseño Túpolev.

## Diseño y desarrollo
En 1933-34, la VVS anunció un requerimiento por un avión multitarea bimotor de la clase "crucero aéreo", a partir de los conceptos incorporados en los R-6 y MI-3. Según el borrador, el ANT-30 debía realizarse según el esquema de un avión bimotor totalmente metálico con recubrimiento suave y cola normal. Cuando se consideraron los posibles proyectos, se puso una atención especial en la efectividad de los cañones y pequeñas armas ofensivas y defensivas. Se colocó un puesto de fuego con dos ametralladoras ShKAS en la instalación abovedada elevable. En el compartimento de carga del fuselaje de la versión "crucero" había un depósito extra de combustible. La carga total de bombas ascendía a 1000 kg.
La Fuerza Aérea realizó los tiempos de ejecución del avión ANT-30, llevó a cabo cálculos aerodinámicos, fabricó maquetas, preparó la documentación de diseño para la construcción de un prototipo y comenzó la producción piloto. Pero los trabajos se fueron reduciendo a finales de 1933-inicios de 1934, estando en ese momento la preparación técnica del ANT-30 estimaba en un 16 %. La razón fue la decisión de cambiar hacia un modelo de avión más prometedor (el ANT-40 (SB)), así como el decaimiento gradual del concepto de avión de tipo crucero universal.

## Aeronaves relacionadas

### Secuencias de designación
- Secuencia ANT-_ (interna de Túpolev): ← ANT-27 - ANT-28 - ANT-29 - ANT-30 - ANT-31 - ANT-35 - ANT-36 →